# Itziar Zubizarreta
Itziar Zubizarreta Aierbe (Ordicia, Guipúzcoa, 19 de octubre de 1952) es una escritora española y experta en literatura infantil y juvenil.  Ha trabajado como cuentacuentos y organiza talleres y cursos dirigidos a padres, madres y educadores.

## Trayectoria profesional
Itziar Zubizarreta Aierbe inició su carrera laboral en el ámbito de la Educación en la Ikastola Herri Ametsa de San Sebastián en 1972 como tutora en Educación Primaria Obligatoria, donde empezó a trabajar y desarrollar la metodología del lenguaje.
Al cabo de un tiempo dejó el trabajo directo con los niños y fue profesora de la Escuela Universitaria Diocesana de Magisterio de San Sebastián durante 8 años, impartiendo clases de Literatura Infantil, Didáctica de la Literatura Infantil y Didáctica del Lenguaje. Durante este periodo desarrolló cursos, jornadas, experiencias didácticas, etcétera en torno al tratamiento del lenguaje oral y escrito. Creó material complementario, por un lado, inventando y escribiendo cuentos y nuevos juegos de palabras y, por otro, redactando materiales didácticos relacionados con el lenguaje.
A partir de 1994 se dedicó también a la narración oral, ejerciendo de cuentacuentos para niños. Zubizarreta tiene la percepción de que los cuentos son la proyección del mundo interior del ser humano y que plantea temas trascendentales a los niños al tiempo que les da pistas de cómo enfrentarlos. Le da mucha importancia a la manera de contar los cuentos, ya que el narrador expresa su visión del cuento al interpretarlo.
Al margen de su trayectoria en la enseñanza ha trabajado, sobre todo, al amparo de dos entidades en las que ha desarrollado talleres, cursos, jornadas y demás para fomentar la lectura y la Literatura Infantil y Juvenil.

### Galtzagorri Elkartea
Galtzagorri Elkartea, la Asociación de Literatura Infantil y Juvenil en euskera, es la rama vasca de la OEPLI-IBBY. A partir de 2002 Itziar Zubizarreta se integró en la Junta Directiva de la Asociación y en 2008 creó el proyecto Bularretik mintzora (Del pecho a la palabra) para fomentar hábitos de lectura entre niños de 0 a 6 años. Este proyecto se basa en que la lectura se puede desarrollar y adquirir en los primeros meses y/o años de vida de los bebés, a la par del lenguaje. Si los padres leen a los bebés desde el regazo, los acostumbran a unos ritmos, cadencias y estructuras concretas que supondrán la base de los futuros hábitos lectores.  En la campaña Bularretik Mintzora los niños son el objetivo pero el trabajo se realiza en tres frentes: la familia, el ámbito escolar (profesores, educadores...) y las entidades públicas (Osakidetza, Bibliotecas, Ayuntamientos... cualquier profesional que tenga contacto directo con los menores) para lograr impulsar hábitos lectores.
 Una actividad popular de este proyecto son las mochilas de las ikastolas. Consiste en que el niño recibe en la ikastola la mochila que tiene que llevar, junto a sus padres, a la biblioteca, donde cogerá un cuento en préstamo para leer en clase. La siguiente semana otro niño coge el relevo con lo que se consigue que los niños lean, se hagan socios de la biblioteca local y que los padres vayan a la misma. Esta mochila une el centro educativo, la familia y la biblioteca.
Para conseguir sus objetivos el proyecto Bularretik Mintzora organiza talleres, cursos, y seminarios, promueve la colaboración entre bibliotecas y centros escolares, crea y facilita recursos y material didáctico (CDs, folletos, afiches, boletines...) y tantas otras actividades como sean necesarias.

### Universidad del País Vasco

#### Cursos de Verano
Itziar Zubizarreta participa en los Cursos de Verano de la Universidad del País Vasco tanto como profesora como directora de algunos cursos relacionados con la Literatura Infantil y Juvenil y el Fomento de la Lectura.

#### Cátedra Mikel Laboa
La Cátedra Mikel Laboa, resultado de la colaboración de la Universidad del País Vasco y de la Diputación Foral de Guipúzcoa, tiene como objetivo ofrecer recursos para investigar y difundir el arte y folklore vascos. Una de las actividades de esta Cátedra fue la exposición "Aproximación a Mikel Laboa: instalación musical" realizada en 2013 en el Centro Cultural Koldo Mitxelena de San Sebastián, en la que se explicaba la trayectoria y el legado de Laboa a través del juego y la experimentación. La idea, el guion y las tareas de coordinación de esta exposición las realizó Zubizarreta, tomando parte también en presentaciones y visitas guiadas.
La Cátedra Mikel Laboa junto a la Diputación Foral de Guipúzcoa creó en 2016 la página web referida al artista. En ella se recogen, bajo la coordinación de Itziar Zubizarreta, la biografía de Laboa, su discografía e información de sus canciones, críticas y reseñas de la hemeroteca y otros documentos sobre el cantante.

## Obra

### Literatura Infantil y Juvenil
Cuentos y poemas
- Perdidos en el mar (1990, Pirene Editorial), (Itsasoan galdurik, 1983, Erein)
- Lekeitioko plazan (1985, Erein)
- Bateltxo bat kulunkan (1986, Erein)
- Aztiak zurrin-zurrinka (1990, Erein)
- Quiero vivir a brincos (1992, La Calesa), (Saltoka nahi dut bizi 1992, Erein)
- Bularretik Mintzora (2007, Galtzagorri Elkartea)
- Sasi guzien gainetik (2011, Galtzagorri Elkartea)
- Jolas-molas : jolasean aritzeko poematxoak eta kantuak (2011, Galtzagorri Elkartea)
- Kontuari kontu ipuin bilduma (2012, Galtzagorri Elkartea)

### Didáctica de la lectura y escritura
- Liburu baten aurkezpena : liburu bat aurkeztu, deskribatu eta izendatzeko gida txiki bat (2007, Galtzagorri Elkartea)
- Irakurketa eta idazketa partekatuz (2010, Galtzagorri Elkartea)
- Testuen ulermenaz (2011, Galtzagorri Elkartea)
- El libro infantil y juvenil desde la diversidad cultural (2012, Galtzagorri Elkartea)

### Otras obras
- Directora y guionista de la película de animación Jonasen beldurra
- Junto a otros autores ha trabajado en la creación de libros de texto, lecturas, cuadernos lúdico-didácticos etc. como, por ejemplo, Saltsa pika, Kikilikon, Euskara: jolas koadernoa, Euskara, 2 Educación Primaria, 1 ciclo